# Клягін Геннадій Сергійович
Генна́дій Сергі́йович Кля́гін (народ. 3 березня 1937 року) — педагог.
Навчався в Донецькому технічному університеті (1959), кандидат технічних наук (1969).

## З життєпису
Від 1993 — декан французького технічного факультету ДонНТУ.
1959—2008 — автор понад 100 наукових праць, у тому числі 4 монографій. Займається розробкою та удосконаленням технологій і обладнання, пов'язаних з утилізацією відходів металургійного виробництва, іншими проблемами, розв'язання яких актуальне в Донбасі. Також розробляє нові проєкти для впровадження маловідходних й екологічно безпечних металургійних технологій.
2009 року нагороджений Орденом академічних пальм Франції.
Вручаючи за дорученням Президента Франції відзнаку Г. Клягіну, посол Франції наголосив на плідній і перспективній співпраці двох країн у налагодженні ділових зв'язків, створенні атмосфери взаєморозуміння. Особливо це стосується освітньої галузі: донецькі студенти мають можливість продовжувати навчання в Європі, а французькі в Україні.
2011 р. — за цикл робіт «Створення науково-методичного обґрунтування та впровадження в навчальний процес інноваційних технологій навчання і виховання, що забезпечують значний внесок у розвиток інтеграції вітчизняної вищої освіти в європейський та світовий простір» став лауреатом Державної премії України в галузі освіти.